# Aschbach (Tauber)
Der Aschbach ist ein 13 km langer Bach im Main-Tauber-Kreis im nördlichen Baden-Württemberg, der nach einem etwas nach Osten ausholenden Lauf insgesamt in Richtung Norden an der Stadtgrenze zwischen dem Dorf Elpersheim von Weikersheim und dem Dorf Markelsheim von Bad Mergentheim von links in die mittlere Tauber mündet.

## Geographie

### Verlauf
Der Aschbach entspringt über 2,5 km südwestlich der Ortsmitte des Stadtteils Adolzhausen der Kleinstadt Niederstetten in der Gemarkung des Dorfes. Die oberste Quelle liegt im Wald in der Gettersklinge auf etwa 425 m ü. NHN, weniger als hundert Meter vom Abschnitt der auch Kaiserstraße genannten B 290 zwischen Riedbach und Herbsthausen entfernt, zwischen den Abgängen der beide in Richtung Adolzhausen führenden K 2854 und K 2853. Der Bach fließt anfangs mit langsamen kleinen Richtungswechseln in nordnordwestliche bis vor allem nordnordöstliche Richtungen.
Zunächst führt sein Weg noch im Wald der Gettersklinge an einer Lichtung vorbei. Er durchfließt den Dauersee eines ersten Hochwasserrückhaltebeckens, verlässt dann unter der K 2853 hindurch den Wald, um dann gleich bei der Ortswüstung Dunkenrot die Anstauung eines zweiten Rückhaltebeckens zu durchlaufen. Nachdem er auf etwa 384,8 m ü. NHN seinen ersten größeren Zufluss Hainbach von Westen aufgenommen hat, entwickelt sich die Bachmulde zu einem Tal mit teils langen Waldstücken an beiden Hängen. Die Verbindungsstraße vom ferneren Adolzhausen im Südosten nach Schönbühl im Nordwesten quert das Tal auf dem Damm des dritten Rückhaltebeckens am Lauf, das gewöhnlich uneingestaut ist. Nachdem der Aschbach den Ort Schönbühl auf dem linken Hang passiert hat, fließt aus dem Südsüdosten der Adolzhäuser Bach zu, der an seinem Mittellauf den namengebenden Ort passiert hat.
Wenig später fließt der Aschbach in das Hochwasserrückhaltebecken Herrenzimmern ein, das die größte Fläche aller Seen im Einzugsgebiet hat. Darin münden kurz nacheinander der Bach aus der Branzenklinge, der zuvor Adolzhausen an der Gegenseite zum Adolzhäuser Bach berührt, sowie über eine lange Mündungsbucht des Sees der Greifenbrunnenbach aus zuletzt dem Osten. Danach läuft das inzwischen stark eingetiefte Kerbtal im Muschelkalk fast bis zur Mündung in nordnordwestlicher Richtung, der Bach pendelt darin recht naturbelassen in kleinen Schlingen zwischen beiden Hangfüßen. 
Den Ort Herrenzimmern erreicht der Bach erst nach einer Strecke zwischen Waldhängen von gut einem Kilometer nach dem Damm des nach ihm benannten Rückhaltebeckens. Das Dorf ist der erste und größte Talort und liegt am Zulauf eines Seitentals von Osten her, aus dem der Pfitzinger Bach den Aschbach verstärkt, der letzte seiner größeren Zuflüsse. Wenig nach dem Dorf folgt die Untere Mühle am rechten Ufer und nach wiederum etwas über einem Kilometer durchfließt der Bach das kleinere Taldorf Rüsselhausen, das ebenfalls noch zu Niederstetten gehört.
Der Bach wechselt nun, anfangs wieder zwischen Waldhängen, für seine letzten gut 3 Kilometer über in die Gemarkung Markelsheim der Nachbarstadt Bad Mergentheim und passiert nach der Hälfte dieser Strecke den Markelsheimer Siedlungsplatz Schneidmühle links am Ufer. Die ab dort offenen Höhen links und rechts des Tals fallen stark zum Taubertal hin ein und der Bach unterquert die Straße von Elpersheim nach Markelsheim. 
Der Aschbach mündet schließlich auf 212,7 m ü. NHN zwischen Weikersheim-Elpersheim und Bad Mergentheim-Markelsheim an der Stadtgrenze von links und Süden in die mittlere Tauber, etwa 212 Höhenmeter unterhalb seiner Quelle und nach einem 13 km langen Weg mit mittlerem Sohlgefälle von etwa 16 ‰.

### Einzugsgebiet
Der Aschbach hat ein 26,9 km² großes Einzugsgebiet, das sich vom Mönchswald etwas nördlich des Mulfinger Weilers Staigerbach etwa 10 km weit nordwärts bis zur Mündung erstreckt und quer dazu maximal etwa 4 km breit ist. Der höchste Punkt an der Südostecke im Stockholz beim Niederstettener Weiler Ermershausen erreicht etwa 455 m ü. NHN. Weil die größeren Zuflüsse von rechts zulaufen, ist das Einzugsgebiet im oberen Teil stark rechtslastig. Ein knappes Drittel ist von Wald bedeckt, der in vor allem größeren Inseln auftritt. Das Offenland dazwischen steht auf der Hochebene überwiegend unterm Pflug, während auf dem Talgrund meist Wiesen liegen und auf den Hängen des Aschbachs und seiner größeren Nebentäler zahlreiche Steinriegel den Hang herablaufen.
Naturräumlich gesehen gehört der südliche Teil zum Unterraum Bartenstein-Langenburger Platten der Kocher-Jagst-Ebenen, der Rest verteilt sich fast ganz auf die Unterräume des Tauberlands Umpfer-Wachbach-Riedel im Westen bis an den rechten Talhang und Südliche Tauberplatten im östlichen Anschluss daran. Ein nur kleiner Mündungszwickel zuletzt rechnet zu dessen Unterraum Mittleren Taubertal ganz im Norden.
Reihum grenzen die Einzugsgebiete der folgenden Nachbargewässer an:
- an der Nordostseite von der Mündung aufwärts bis nahe Pfitzingen konkurriert auf der andern Seite der merklich kleinere Dürrbach, der kurz vor dem Aschbach in die Tauber mündet;
- jenseits der östlichen Wasserscheide fließt sehr nahe der größere Vorbach ebenfalls nordwärts zur Tauber, dem an der Südostseite der Schöntalbach über den Frickentalbach den Abfluss der anderen Seite zuführt;
- der südliche Abschnitt der Gesamtwasserscheide ist ihr topographisch und hydrologisch bedeutsamster Abschnitt, da sie hier ihre größten Höhen erreicht und hier das Großeinzugsgebiet des Main-Zuflusses Tauber diesseits an das des Neckar-Zuflusses Jagst jenseits stößt; die unmittelbaren Konkurrenten sind die Jagst-Zuflüsse Ette im östlichen und Rißbach im westlichen Teilabschnitt;
- an der Südwestecke scheidet die Einzugsgebietsgrenze auf nur kurzem Abschnitt vom Entwässerungsgebiet des Wachbachs, der wieder der Tauber zuläuft;
- längs der langen Westseite grenzt das Entwässerungsgebiet des wenig kleineren nächsten linken Tauber-Zuflusses Lochbach an.

Über drei Viertel des Einzugsgebietes liegen im Stadtgebiet von Niederstetten, sie verteilen sich auf die Stadtteilgemarkungen von Adolzhausen im Süden, Herrenzimmern im mittleren Westen, Pfitzingen im mittleren Osten und Rüsselhausen im mittleren Norden. Der schon enge Mündungskeil ganz im Norden rechnet größtenteils zur Markelsheimer Stadtteilgemarkung von Bad Mergentheim, ein schmaler Randstreifen im Südwesten zu dessen  Stadtteilgemarkungen Herbsthausen und Rot (Schönbühler Stadtteil-Exklave). Noch kleinere Randzwickel gehören an der Südwestecke zur Gemeinde Mulfingen im Hohenlohekreis und am Nordostrand und am mündungsnahen Ostrand zu zwei Stadtteilgemarkungen von Weikersheim.

### Zuflüsse und Seen
Hierarchische Liste der Zuflüsse und  Seen von der Quelle zur Mündung. Gewässerlänge, Seefläche, Einzugsgebiet und Höhe nach den entsprechenden Layern auf der Onlinekarte der LUBW. Andere Quellen für die Angaben sind vermerkt.
Quelle des Aschbachs auf etwa 425 m ü. NHN im Wald um die obere Gettersklinge nördlich neben der B 290 zwischen den in Richtung Niederstetten-Adolzhausen abgehenden Kreisstraßen K 2854 und K 2853. Der Bach fließt in mäßigen und langen Bögen durchweg etwa nordwärts.
- Durchfließt noch im Wald vor der K 2853 auf etwa 408 m ü. NHN ein Hochwasserrückhaltebecken mit Dauereinstau und Vorbecken, zusammen 0,4 ha.
- Durchfließt in der Flur kurz nach der K 2853 auf etwa 397 m ü. NHN den Unteren See, ein Hochwasserrückhaltebecken mit Dauereinstau, 0,5 ha.
- Hainbach, von links und Südwesten auf etwa 384,8 m ü. NHN[LUBW 2], 0,9 km und ca. 0,9 km². Entsteht auf etwa 414 m ü. NHN an der B 290. Ist überwiegend Feldweggraben in natürlicher Mulde zwischen den Gewannen Morgen und Birkenbusch.
  - (Zufluss), von links und Westsüdwesten auf etwa 395 m ü. NHN am Einfluss in den Oberen See, ca. 0,5 km[LUBW 7] und ca. 0,2 km². Entsteht auf etwa 412 m ü. NHN an der B 290. Ist lange Feldweggraben in natürlicher Mulde zwischen den Gewannen Birkenbusch und Süßer Weg.
    -  Durchfließt auf etwa 400 m ü. NHN einen See, etwas über 0,1 ha.

  -  Durchfließt auf etwa 395 m ü. NHN den angestauten Oberen See an der Stadtgrenze von Bad Mergentheim zu Niederstetten, 0,6 ha.
  - (Zufluss), von links und Westen auf etwa 395 m ü. NHN im Oberen See, ca. 0,7 km[LUBW 7] und ca. 0,3 km². Entsteht auf etwa 415 m ü. NHN an der B 290. Ist anfangs Feldweggraben in natürlicher Mulde zwischen den Gewannen Süßer Weg und Saurer Weg.
- Passiert auf etwa 383 m ü. NHN einen Teich am rechten Ufer, knapp 0,1 ha.
- Lindlebach, von rechts und Ostsüdosten auf 361,4 m ü. NHN[LUBW 2] im Wald Lindle westlich von Niederstetten-Adolzhausen, 0,4 km und über 0,1 km². Entsteht auf etwa 397 m ü. NHN nahe dem Ostrand des Waldes.
- Durchfließt auf etwa  355 m ü. NHN ein Hochwasserrückhaltebecken ohne Dauereinstau, über dessen Damm die Straße Adolzhausen–Schönbühl läuft.
- Adolzhäuser Bach, von rechts und Südsüdosten auf 325,9 m ü. NHN[LUBW 2] nordwestlich von Adolzhausen, 2,4 km und 3,1 km².[LUBW 8] Entsteht auf etwa 396 m ü. NHN südlich von Adolzhausen aus zwei unter einen halben Kilometer langen Entwässerungsgräben, die hinter einem Wegdamm zusammenlaufen.
  -  Im oberen Einzugsgebiet des linken Quellgrabens liegt auf etwa 435 m ü. NHN am Flurrand im Wald Kahlen ein Stauteich, 0,3 ha.
  -  Passiert auf etwa 373 m ü. NHN einen Teich rechts am Ufer unter Adolzhausen auf dem Hang, unter 0,1 ha.

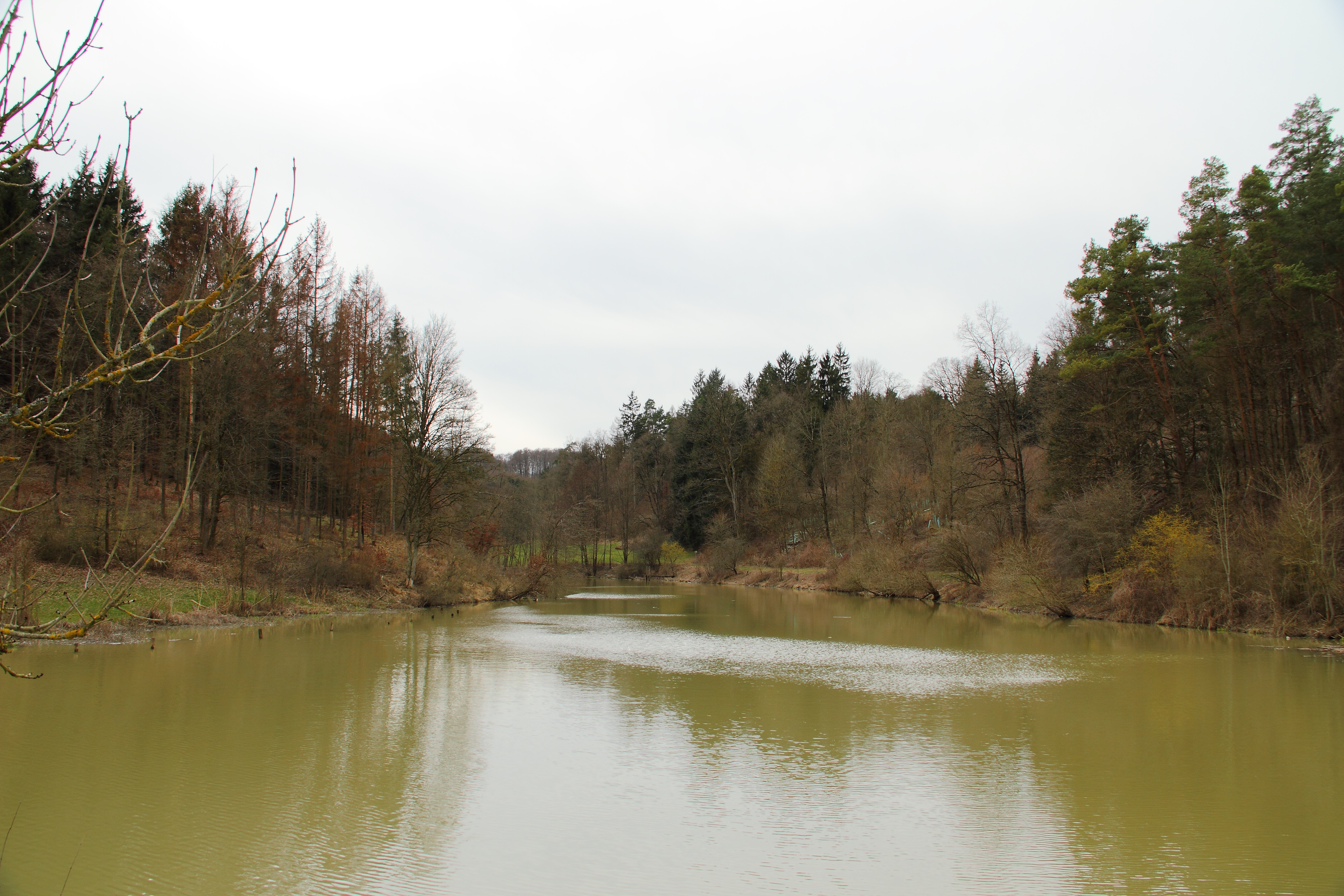
Blick nach Südwesten die Einflussbucht des Aschbachs aufwärts über den Aschbachsee, auch Herrenzimmerer See genannt

- Durchfließt auf 315 m ü. NHN[5] das Hochwasserrückhaltebecken Herrenzimmern mit Dauereinstau, 1,3 ha, auch Aschbachsee genannt.
- (Bach aus der Branzenklinge), von rechts und Südsüdosten auf 315 m ü. NHN im Herrenzimmern Hochwasserrückhaltebecken, 2,2 km und ca. 1,3 km². Beginnt auf etwa 415 m ü. NHN als Feldweggraben an einer Feldweggabel vor dem Eichholz wenig südöstlich von Adolzhausen.
- Greifenbrunnenbach, von rechts und Südosten auf 315 m ü. NHN im Hochwasserrückhaltebecken über eine lange östliche Nebenbucht, 2,8 km und 2,6 km².[LUBW 8] Läuft erst als wegbegleitender Graben in natürlicher Mulde nordwärts, dann westwärts durch ein sich eintiefendes Kerbtal.
  -  Entsteht im Entwässerungsbereich eines Teichs am Schöntaler Hölzle auf etwa 430 m ü. NHN, unter 0,2 ha.
- Trockental Webersklinge, von links und Südosten auf rund 335 m ü. NHN etwa 0,3 km vor dem Einfluss ins Rückhaltebecken.
- → (Abgang des Mühlkanals nach Herrenzimmern), nach rechts auf etwa 305 m ü. NHN nach einem kurzen Abschnitt mit Wald an den Hängen.
- ← (Rücklauf des Mühlkanals nach Herrenzimmern), von rechts auf unter 290 m ü. NHN in Herrenzimmern, 0,7 km.

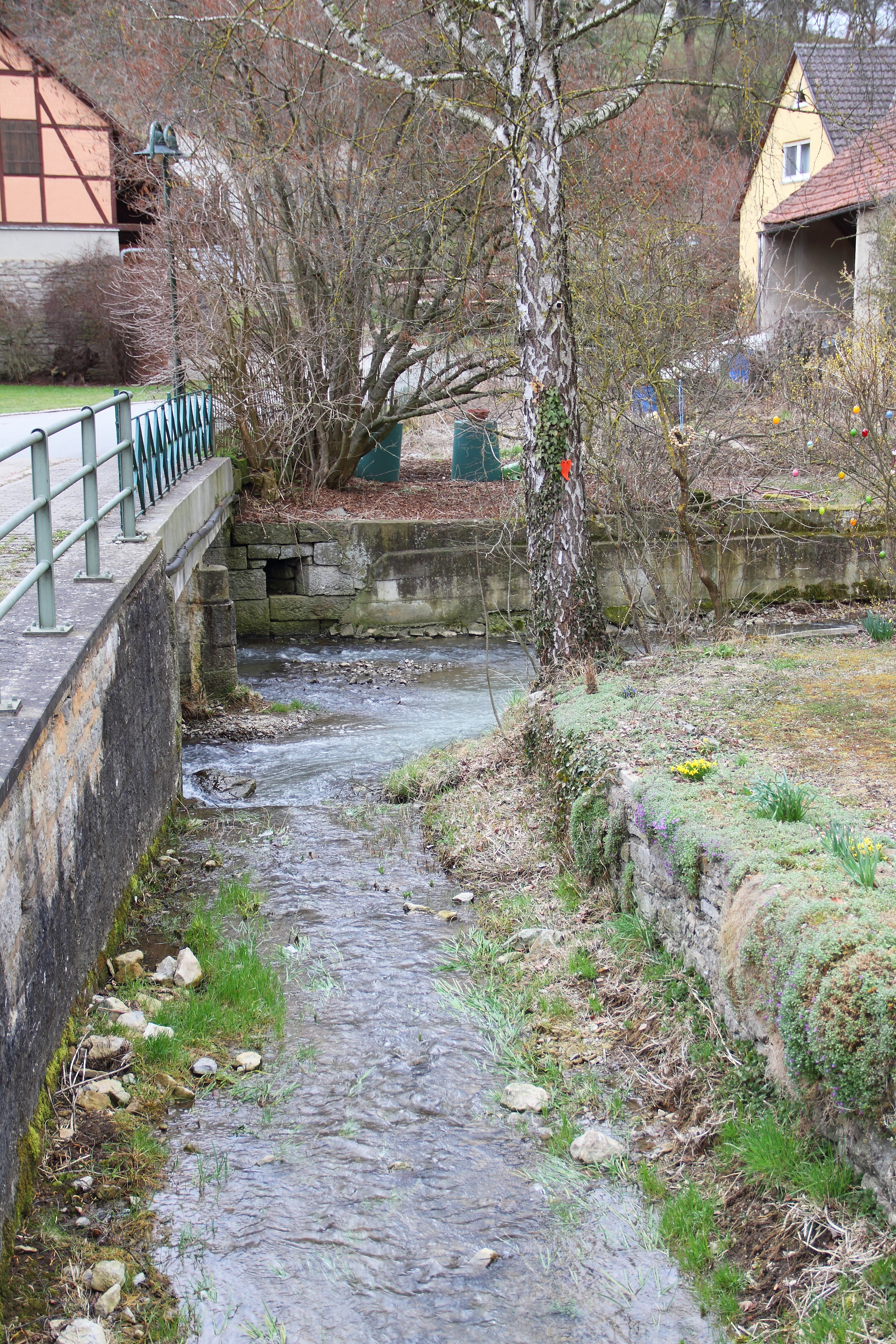
Blick den untersten Pfitzinger Bach hinab zur Mündung in den Aschbach in Herrenzimmern

- Pfitzinger Bach, von rechts und Osten auf etwa 290 m ü. NHN in Herrenzimmern, 2,1 km und 4,4 km².[LUBW 8] Entsteht auf etwa 361 m ü. NHN am Westrand von Pfitzingen.
  - Schmähbach, von links und Südosten auf etwa 352 m ü. NHN wenig nach Pfitzingen, 0,7 km und ca. 0,8 km². Entsteht auf etwa 373 m ü. NHN südlich von Pfitzingen vor der Schindklinge im Heiligenholz.
  - Baindgraben, von rechts und Nordosten auf etwa 335 m ü. NHN, 1,2 km und ca. 0,7 km². Entsteht auf etwa 399 m ü. NHN nördlich von Pfitzingen an der K 2843.
- → (Abgang des Mühlkanals zur Unteren Mühle), nach rechts weniger als hundert Meter nach dem Zufluss des Pfitzinger Bachs in Herrenzimmern.
- (Bach aus dem Schlupf), von links und Westsüdwesten auf etwa 278 m ü. NHN etwa hundert Meter vor der Unteren Mühle gegenüber, ca. 0,7 km[LUBW 7] und ca. 0,9 km². Entsteht auf etwa 325 m ü. NHN am Waldrand im Schlupf. Unbeständig.
- ← (Rücklauf des Mühlkanals zur Unteren Mühle), von rechts auf etwa 275,8 m ü. NHN[LUBW 2] an der Unteren Mühle.
- (Bach entlang dem Höllweg), von rechts und Ostnordosten auf etwa 266,2 m ü. NHN[LUBW 2] weniger als einen halben Kilometer vor Rüsselshausen, ca. 0,8 km[LUBW 7] und ca. 0,9 km². Entsteht auf etwa 348 m ü. NHN. Unbeständiger Klingenbach.
- Passiert eine Teichgruppe innerhalb einer rechten Bachschlinge auf etwa 221 m ü. NHN an der Straße Elpersheim–Markelsheim, zusammen 0,3 ha.

Mündung des Aschbachs von links und Süden auf 212,7 m ü. NHN zwischen Weikersheim-Elpersheim und Bad Mergentheim-Markelsheim in die mittlere Tauber. Der Aschbach ist 13 km lang und hat ein 26,9 km² großes Einzugsgebiet.

### Hochwasserrückhaltebecken
| Name | Lage | Lage                                       | Lage                                | Zuflüsse                                                 | Stauraum in m3 | Stauraum in m3 | EZG      | Staufläche | Staufläche | Dammhöhe | Baujahr |
| |      |                                            | Ort                                 |                                                          | Maximal        | Dauer          |          | Max        | Dauer      |          |         |
| --- | ---- | ------------------------------------------ | ----------------------------------- | -------------------------------------------------------- | -------------- | -------------- | -------- | ---------- | ---------- | -------- | ------- |
| (HRB in der Gettersklinge) | ⊙    | südwestlich                                | Adolzhausen                         | Aschbach                                                 | ?              | ?              | 00,4 km2 | ?          | 0,3 ha     | ?        | ?       |
| (HRB bei Wüstung Dunkenrod) | ⊙    | südwestlich                                | Adolzhausen                         | Aschbach                                                 | ?              | ?              | 00,7 km2 | ?          | 0,5 ha     | ?        | ?       |
| HRB Adolzhausen-Schönbühl | ⊙    | westlich südöstlich                        | Adolzhausen Schönbühl               | Aschbach                                                 | 191.000        | –              | 04,5 km2 | ?          | –          | 15,24 m  | 1973    |
| HRB Herrenzimmern | ⊙    | südsüdöstlich nordöstlich nordnordwestlich | Herrenzimmern Schönbühl Adolzhausen | Aschbach, Bach aus der Branzenklinge, Greifenbrunnenbach | 095.000        | 020.000        | 12,7 km2 | ?          | 1,3 ha     | 12,15 m  | 1958    |
| Angaben zu Stauraum, Dammhöhe und Baujahr nach dem Layer Stauanlage, zur gewöhnlichen Fläche der dauereingestauten Becken nach dem Layer Stehendes Gewässer von Daten- und Kartendienst der Landesanstalt für Umwelt Baden-Württemberg (LUBW) (Hinweise) (Rückhaltebecken mit Eintrag „–“ sind gewöhnlich wasserlos). Die Einzugsgebiete wurden abgemessen, mit weitgehender Übernahme der Flächenwerte für die hierfür nicht zu zerschneidenden Teileinzugsgebiete nach derselben Quelle. |      |                                            |                                     |                                                          |                |                |          |            |            |          |         |

### Orte und Siedlungsplätze
Am Lauf des Aschbachs liegen die folgenden Orte und Wüstungen mit ihren administrativen Zugehörigkeiten; nur die Namen tiefster Schachtelungsstufe bezeichnen Siedlungsanrainer:
- Stadt Niederstetten
  - Stadtteil Adolzhausen
    - Dunkenrod (Ortswüstung)
- Stadt Bad Mergentheim
  - Stadtteil Rot

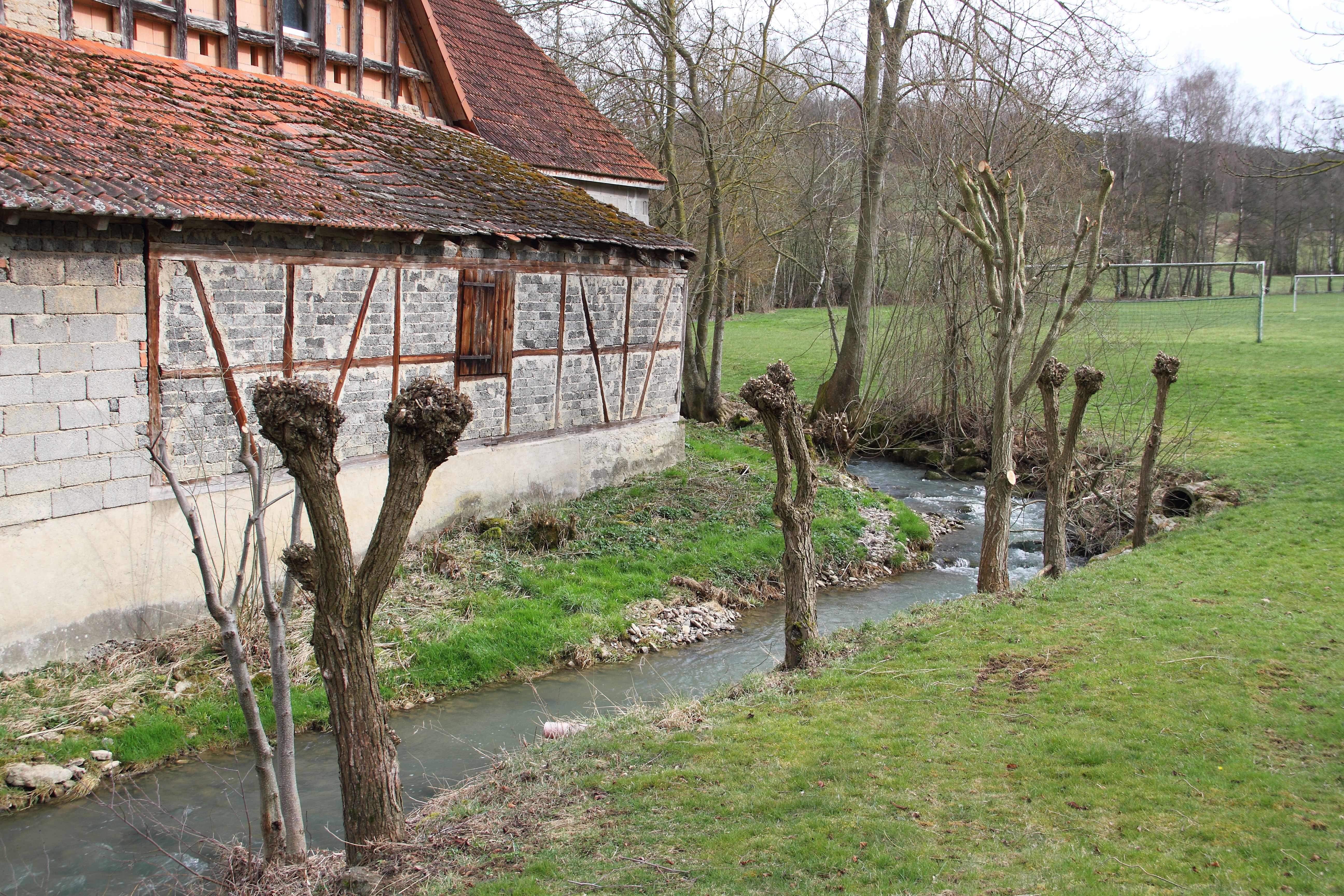
Der Aschbach in Rüsselhausen

    - Schönbühl (Weiler, links am Oberhang)
- Stadt Niederstetten
  - Stadtteil Herrenzimmern
    - Herrenzimmern (Dorf)
    - Untere Mühle (Gehöft, rechts)

  - Stadtteil Rüsselhausen
    - Rüsselhausen (Dorf)

- Stadt Bad Mergentheim
  - Stadtteil Markelsheim

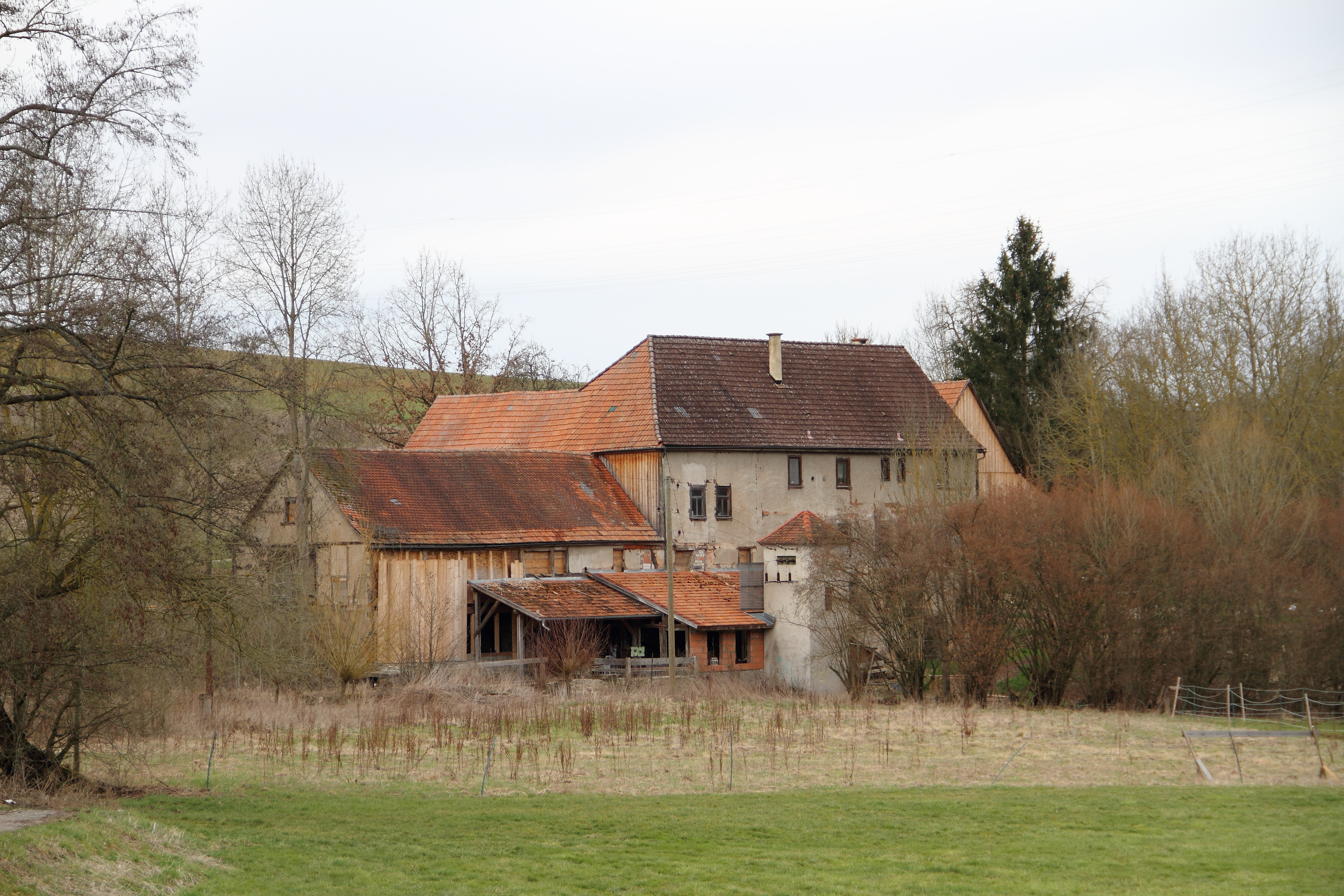
Die ehemalige Mühlenanlage Schneidmühle im Aschbachtal bei Markelsheim.

    - Schneidmühle (Siedlungsplatz, links)

Daneben liegen im Einzugsgebiet noch die jeweils einen Stadtteil bildenden Dörfer
- Adolzhausen auf dem Hügelrücken zwischen mittlerem Adolzhäuser Bach und dem Bach aus der Branzenklinge und
- Pfitzingen am Beginn des Pfitzinger Bachs

sowie die Ortswüstung
- Schöntal auf Adolzhausener Gemarkung am Quellteich des Greifenbrunnenbachs.

## Geologie
Die Landschaft ist vom Muschelkalk im Untergrund geprägt. Im südlichen, deshalb zu den Kocher-Jagst-Ebenen gerechneten Teil liegt diesem noch weithin eine Schicht Lettenkeuper (Erfurt-Formation) auf, in welcher der Bach auch entspringt, und diesem wiederum zuweilen Inseln von Lösssediment aus quartärer Ablagerung. Das Bachbett des Aschbachs liegt schon bald im Oberen Muschelkalk, der auch den größeren Teil der Hochebene bedeckt, um Pfitzingen herum wiederum von Lettenkeuper überdeckt. Etwas vor Herrenzimmern erreicht der Talgrund den Mittleren, etwas nach Rüsselhausen dann den Unteren Muschelkalk. Etwa ab der Markelsheimer Schneidmühle sind die ab hier langsam zum Taubertal hin abfallenden Hänge beidseits über der Aschbach-Mulde erst links, dann auch rechts von lössführender Fließerde bedeckt. 
Nahe am Südrand gibt es im Einzugsgebiet in der fast geschlossenen Lettenkeuper-Zone einige kurze, etwa west-östlich ziehende Störungslinien, zumindest zuweilen mit der tektonischen Hochscholle im Süden. Pfitzingen und die es umgebende Lettenkeuper-Zone liegen im Bereich eines im östlichen Teil des Einzugsgebietes beginnenden und sich in nordnordöstlicher Richtung über seine Grenze hinweg fortsetzenden tektonischen Grabens, der oft Lettenkeuper im Inneren gegen Oberen Muschelkalk außerhalb versetzt.
An der Nordostecke des Einzugsgebietes nördlich von Pfitzingen liegen mehrere schon lange aufgelassene Steinbrüche rechts der L 2853 Pfitzingen–Weikersheim an der Waldinsel Steinholz. Der Abbau ging auf den Hauptsandstein des hier flächenhaft auftretenden Lettenkeupers und förderte einen massigen, grob- bis mittelkörnigen Sandstein mit viel Glimmer und erkennbarer Schrägschichtung.

## Natur und Schutzgebiete
Das Tal des Aschbachs etwa ab dem Lindlebach-Zufluss, das Tal des Adolzhäuser Bachs unterhalb von Adolzhausen sowie der untere Teil der Branzenklinge und des Tals des Greifenbrunnenbachs gehören, ausgenommen nur die Ortslagen von Herrenzimmern und Rüsselhausen, insgesamt drei nach den Kommunen zerteilten Landschaftsschutzgebieten an: der überwiegende Teil liegt in dem von Niederstetten, der kleinere  (mit zwei Segmenten, einem kleinen am Oberlauf bei Schönbühl, einem großen am Unterlauf) in dem von Bad Mergentheim, nur ein Randzwickel am Unterlauf zu dem von Weikersheim.
Anteile an der westlichen Wasserscheide am Oberlauf, an der östlichen Wasserscheide bei Pfitzingen sowie der Unterlauf liegen in Wasserschutzgebieten.
Der Bachlauf ist bis zum Waldaustritt am obersten Lauf als feinmaterialreicher, danach als grobmaterialreicher karbonatischer Mittelgebirgsbach klassifiziert.

### LUBW
Amtliche Online-Gewässerkarte mit passendem Ausschnitt und den hier benutzten Layern: Lauf und Einzugsgebiet des Aschbachs

Allgemeiner Einstieg ohne Voreinstellungen und Layer: Daten- und Kartendienst der Landesanstalt für Umwelt Baden-Württemberg (LUBW) (Hinweise)
1. 1 2 3  Höhe nach dem Höhenlinienbild auf dem Hintergrundlayer Topographische Karte.
2. 1 2 3 4 5 6 7  Höhe nach schwarzer Beschriftung auf dem Hintergrundlayer Topographische Karte.
3. 1 2 3  Länge nach dem Layer Gewässernetz (AWGN).
4. 1 2  Einzugsgebiet nach dem Layer Aggregierte Gebiete 05.
5. ↑  Seefläche nach dem Layer Stehende Gewässer.
6. ↑  Einzugsgebiet abgemessen auf dem Hintergrundlayer Topographische Karte.
7. 1 2 3 4  Länge abgemessen auf dem Hintergrundlayer Topographische Karte.
8. 1 2 3  Einzugsgebiet nach dem Layer Basiseinzugsgebiet (AWGN).
9. ↑  Schutzgebiete nach den einschlägigen Layern.

### Andere Belege
1. ↑  Topographischer Atlas des Koenigreichs Württemberg
2. ↑  Hochwasservorhersagezentrale, Landesanstalt für Umwelt Baden-Württemberg (Übernommen am 17.03.2018)
3. ↑  Modellierte Werte nach Abfluss-BW Gewässerknoten MQ/MNQ
4. ↑  Wolf-Dieter Sick: Geographische Landesaufnahme: Die naturräumlichen Einheiten auf Blatt 162 Rothenburg o. d. Tauber. Bundesanstalt für Landeskunde, Bad Godesberg 1962. → Online-Karte (PDF; 4,7 MB)
5. ↑  Höhe nach dem Höhenlinienbild auf dem Layer WMS ATKIS Digitale Topographische Karte auf: Geoportal Baden-Württemberg (Hinweise)
6. ↑  Geologie nach den Layern zu Geologische Karte 1:50.000 auf: Mapserver des Landesamtes für Geologie, Rohstoffe und Bergbau (LGRB) (Hinweise)
7. ↑  Geotop Aufgelassene Steinbrüche an der Straße Pfitzingen–Weikersheim nördlich von Pfitzingen nach dessen Geotopsteckbrief.